# Eacles lemairei
Eacles lemairei is een vlinder uit de familie nachtpauwogen (Saturniidae), onderfamilie Ceratocampinae.
De wetenschappelijke naam van de soort is voor het eerst geldig gepubliceerd door Rego Barros & Tangerini in 1973.